# Architettura indiana
Sebbene sia antica, l'architettura indiana ha incorporato anche valori moderni quando l'India divenne un moderno stato nazionale. Ciononostante, anche se il paese è ormai profondamente integrato con l'economia mondiale, il Vastu Shastra (il tradizionale testo induista sulle regole architettoniche) continua a esercitare un'importante influenza sull'architettura indiana anche nell'era contemporanea.

## Civiltà della valle dell'Indo (3300-1300 a.C.)

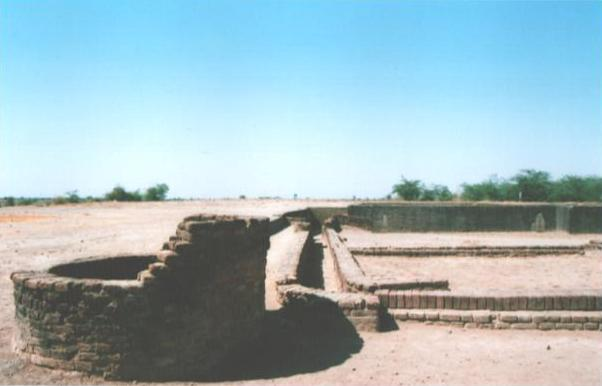
Pozzo e sistema fognario a Lothal.

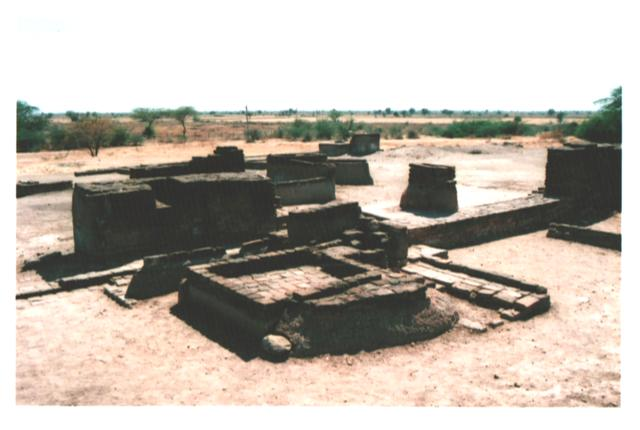
Bagno e latrina scavati a Lothal.

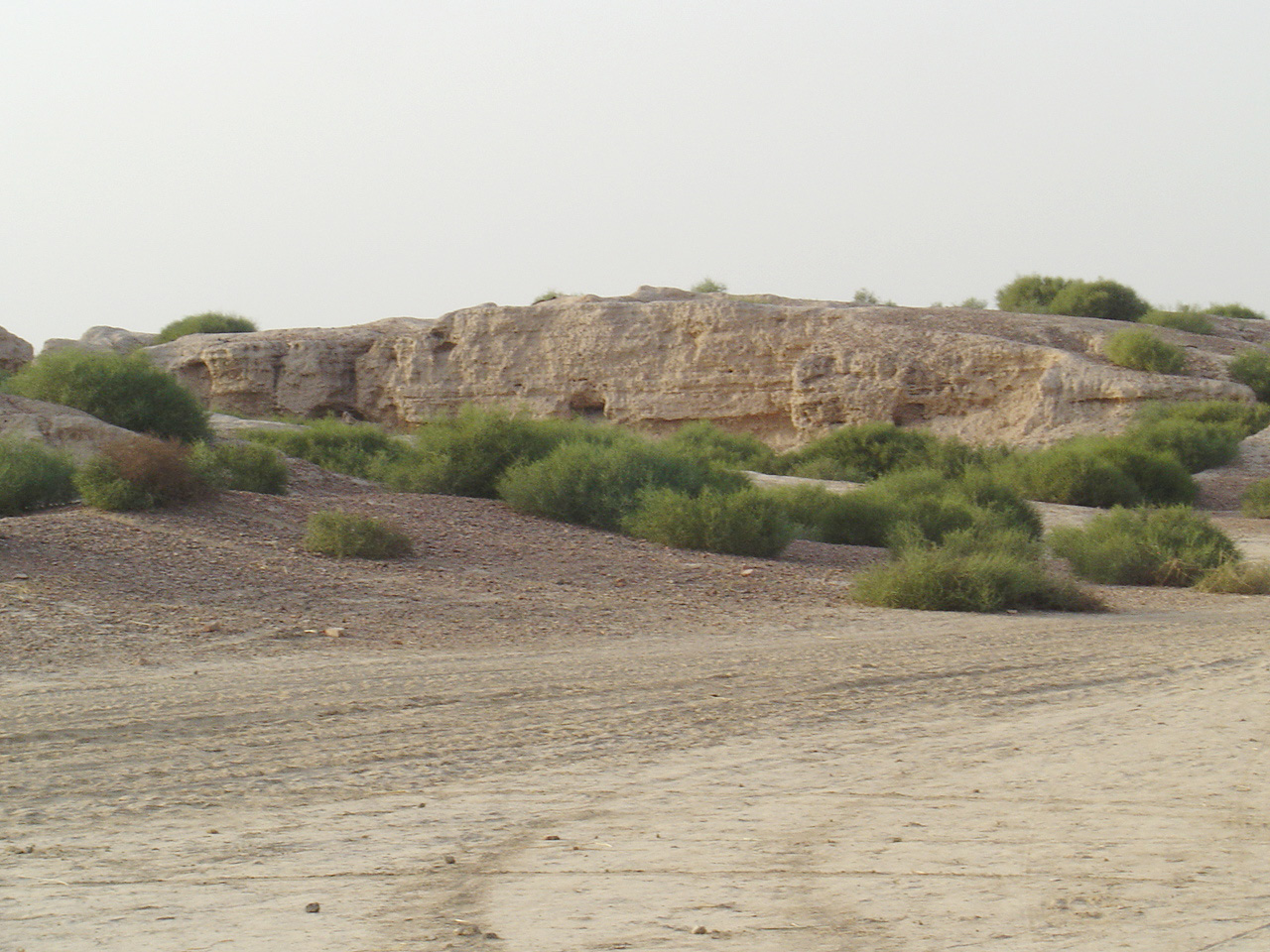
L'intera cittadella di Kalibangan ancora non scavata.

La civiltà della valle dell'Indo fu una cultura materiale dell'Età del bronzo (3300-1300 a.C.; periodo maturo 2600-1900 a.C.) che era localizzata nella regione nordoccidentale del subcontinente indiano, un territorio costituito principalmente da quelli che sono ora gli odierni Pakistan e India nordoccidentale. Fiorita intorno al bacino del fiume Indo, la civiltà si concentrava primariamente lungo l'Indo e la regione del Punjab, estendendosi fino alla valle dei fiumi Ghaggar-Hakra e Gange-Yamuna Doab. Geograficamente, la civiltà era sparsa su un'area di circa 1.260.000 km², che ne fa la più grande civiltà antica del mondo.
La valle dell'Indo è una delle prime civiltà urbane del mondo, insieme alle sue contemporanee, Mesopotamia e Antico Egitto. Al suo culmine, la civiltà dell'Indo potrebbe aver avuto una popolazione di ben oltre cinque milioni. Gli abitanti dell'antica valle del fiume Indo svilupparono nuove tecniche nella metallurgia e nella manifattura (prodotti di corniola, intaglio di sigilli) e produssero rame, bronzi, piombo e stagno. La civiltà è rinomata per le sue città costituite di mattoni, sistemi fognari ai lati della strada e case multipiano. Il sistema di bagni e latrine che avevano le città è riconosciuto come uno dei più avanzati del mondo antico. La pianificazione della disposizione a scacchiera delle città con le strade esattamente ad angolo retto è un sistema moderno che fu implementato nelle città di questa particolare civiltà, la cui agglomerazione urbana e scala di produzione fu insuperata all'epoca e per molti secoli futuri.
La fase matura di questa civiltà è nota come la Civiltà Harappana, in quanto la prima delle sue città ad essere dissotterrata era localizzata ad Harappa, scavata negli anni 1920 in quella che era all'epoca nella provincia del Punjab dell'India britannica (ora in Pakistan). Gli scavi dei siti harappani sono in corso fin dal 1920, con importanti scoperte avvenute ancora nel 1999. Ad oggi (2013), sono stati trovati oltre 1.052 città e insediamenti, principalmente nella generica regione del fiume Ghaggar-Hakra e dei suoi tributari. Tra gli insediamenti vi erano gli importanti centri urbani di Harappa, Lothal, Mohenjo-daro (sito patrimonio dell'umanità dell'UNESCO), Dholavira, Kalibanga e Rakhigarhi.

## Periodo dopo i Mahajanapadas (1500 a.C.-200 d.C.)

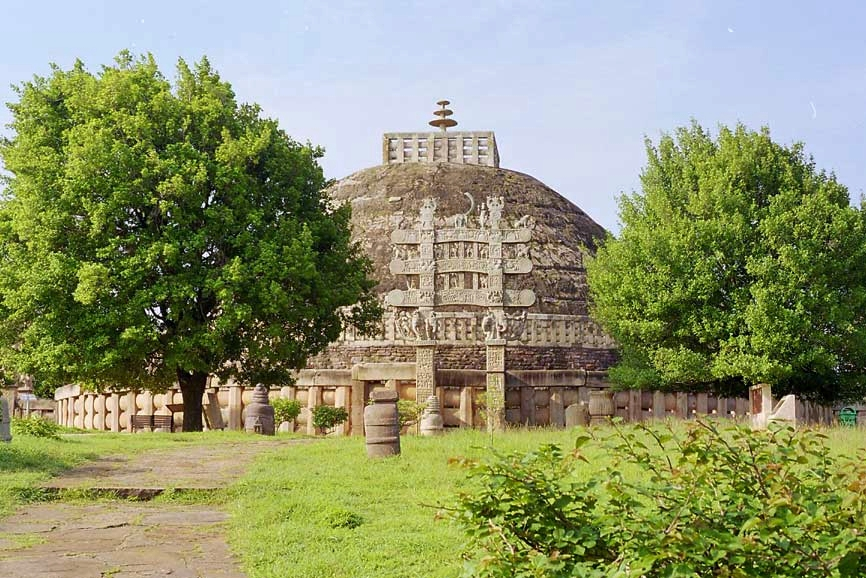
Il Grande Stupa presso Sanchi (IV-I secolo a.C.). Lo stupa a forma di cupola era usato in India come monumento commemorativo associato alla custodia di reliquie sacre.

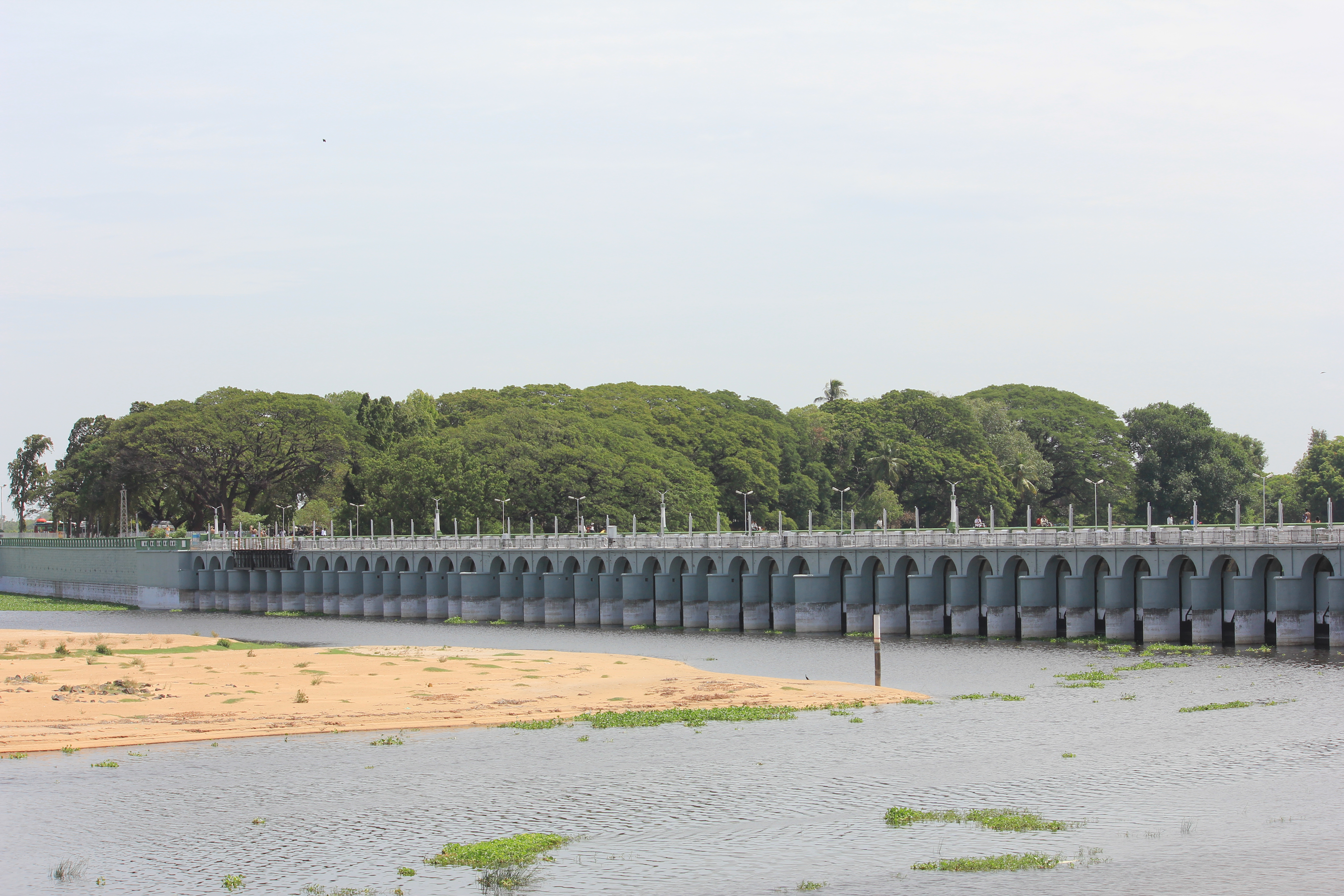
La diga del Grande Anicut sul fiume Kaveri (I-II secolo d.C.) è una delle più antiche strutture del mondo per la regolazione delle acque ancora in uso.

Lo stupa buddhista, un monumento a forma di cupola, fu usato in India come monumento commemorativo associato alla custodia di reliquie sacre. L'architettura degli stupa fu adottata nell'Asia sudorientale e orientale, dove divenne importante come monumento buddhista utilizzato per custodire reliquie sacre. Città fortificate con stupa, vihara e templi furono costruiti durante l'impero Maurya (c. 321-185 a.C.). L'architettura in legno era popolare e l'architettura scavata nella roccia divenne solidificata. Barriere di contenimento — costituite da pali, traverse e cimasa — divennero una caratteristica di sicurezza intorno agli stupa. I templi — costruiti su piante ellittiche, circolari, quadrilaterali o absidali — erano costruiti usando mattoni e legname. I portali ad arco indiani, i torana, raggiunsero l'Asia orientale con la diffusione del Buddhismo. Alcuni studiosi sostengono che il torii giapponese derivi dai portali torana presso lo storico sito buddhista di Sanchi (III secolo a.C. - XI secolo d.C.).
I pozzi a gradini scavati nella roccia in India risalgono al 200-400 d.C. Successivamente, ebbe luogo la costruzione di pozzi a Dhank (550-625 d.C.) e di bacini a gradini a Bhinmal (850-950 d.C.). La città di Mohenjo-daro ha pozzi che possono essere i predecessori del pozzo a gradini. Fino a 700 pozzi, costruiti verso il III millennio a.C., sono stati scoperti solo in una sezione della città, portando gli studiosi a credere che i "pozzi cilindrici rivestiti di mattoni" furono inventati dal popolo della civiltà della valle dell'Indo. I templi nelle grotte divennero importanti in tutta l'India occidentale, incorporando varie caratteristiche uniche per dare origine all'architettura delle grotte in luoghi come Ajanta ed Ellora.
Le città circondate da mura e da fossati con grandi porte ed edifici a più piani che usano coerentemente finestre e porte ad arco sono caratterisriche importanti dell'architettura durante questo periodo. L'imperatore indiano Aśoka (governo: 273-232 a.C.) fondò una catena di ospedali in tutto l'impero Maurya verso il 230 a.C. Uno degli editti di Aśoka (272-231 a.C.) afferma: "Dappertutto re Piyadasi (Aśoka) eresse due tipi di ospedali, ospedali per le persone ed ospedali per gli animali. Dove non c'erano erbe curative, ordinò che fossero comprate e piantate." L'architettura buddhista si mescolò con l'architettura romana ed ellenistica per dare origine a mescolanze uniche — quali la scuola greco-buddhista. L'arte e la cultura indiana hanno assorbito impatti estranei in gradi variabili, e sono molte più ricche per questa esposizione. Questa fertilizzazione incrociata tra diversi flussi artistici convergendo sulle nuove forme prodotte nel subcontinente le quali, mantenendo l'essenza del passato, riuscirono ad integrare elementi selezionati delle nuove influenze. Una lunga tradizione di arte e cultura era già consolidata ben prima dell'inizio del XX secolo in India.

## Inizi dell'Era volgare - Alto Medioevo (200 d.C.-1200 d.C.)

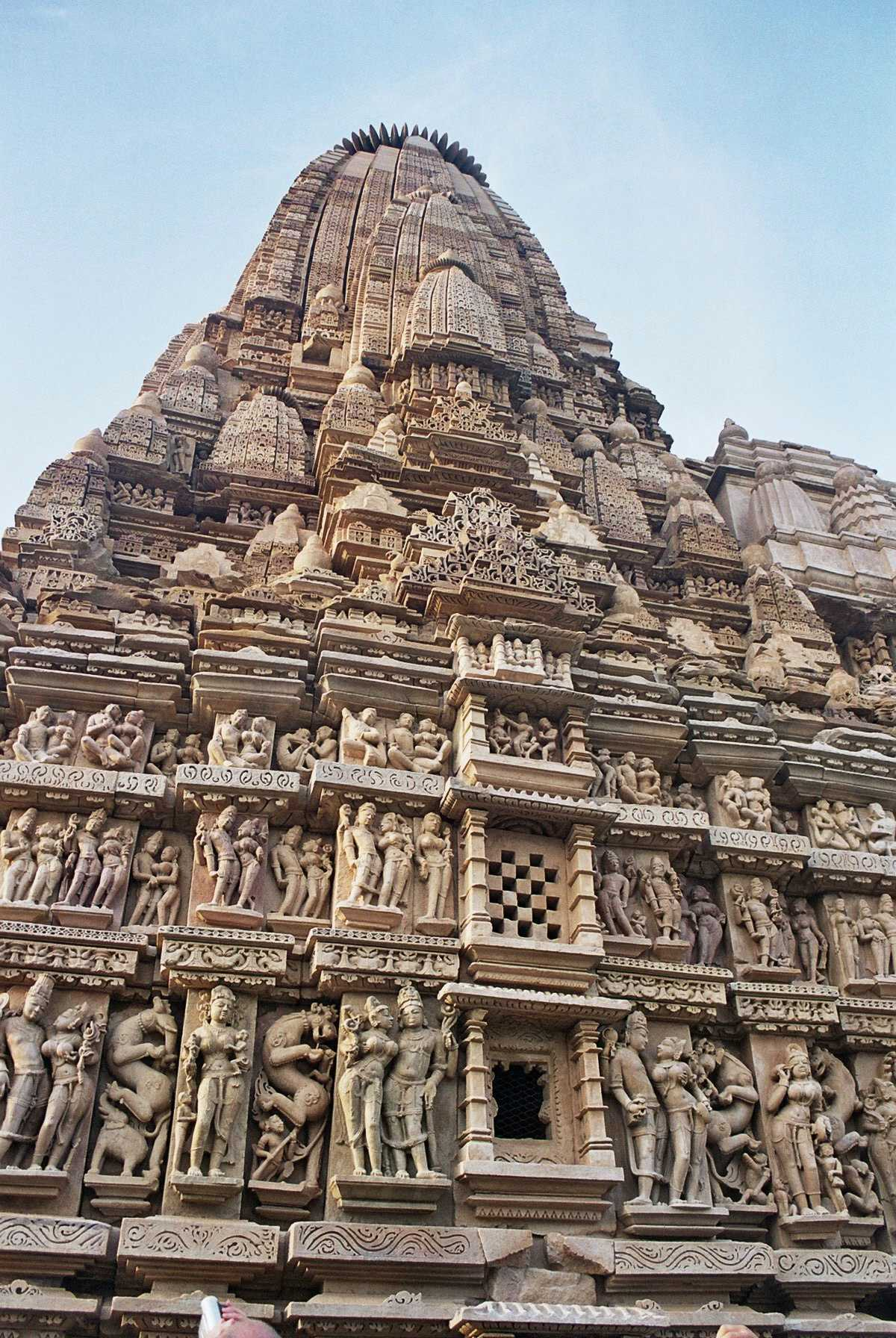
Il complesso di templi a Khajuraho — che aderisce all'architettura dello stile dei templi shikhara — è un Sito Patrimonio dell'umanità dell'UNESCO.

Le università — ospitanti migliaia di insegnanti e studenti — fiorirono a Nālandā e Valabhi tra il IV-VIII secolo. L'architettura dei templi dell'India meridionale — visibile come una tradizione distinta durante il VII secolo d.C. — è descritta sotto:
Verso il X secolo i templi dell'India settentrionale mostrarono un'elevazione accresciuta del muro e una guglia eleborata. Templi riccamente decorati — compreso il complesso di Khajuraho — furono costruiti nell'India centrale. I mercanti indiani portarono l'architettura indiana nell'Asia sudorientale attraverso varie rotte commerciali. Grandiosità della costruzione, bellissime sculture, delicati intagli, alte cupole, gopura e ampi cortili erano le, caratteristiche dell'arcjitettura dei templi in India. Gli esempi includono il Tempio di Lingaraj a Bhubaneswar nell'Orissa, il Tempio del Sole a Konark ugualmente nell'Orissa, il Tempio di Brihadiswar a Thanjavur nel Tamil Nadu.

## Tardo Medioevo (1100 d.C.-1526 d.C.)
L'architettura Vijayanagara del periodo 1336 - 1565 d.C. fu un particolare stile costruttivo sviluppato dall'Impero Vijayanagara. L'architettura dei templi costruiti durante il regno dell'impero Vijayanagara ebbe elementi di autorità politica. Questo ebbe come risultato la creazione di un distinto stile imperiale di architettura che appariva in maniera rilevante non solo nei templi ma anche nelle strutture amministrative in tutto il Deccan. Lo stile Vijayanagara è una combinazione degli stili Chalukya, Hoysala, Pandya e Chola che si evolse anteriormente nei secoli in cui dominavano questi imperi ed è caratterizzato da un ritorno all'arte serena e semplicistica del passato.
L'architettura Hoysala è il caratteristico stile costruttivo sviluppato sotto il dominio dell'Impero Hoysala nella regione dell'India storicamente conosciuta come Karnata, l'odierna Karnataka, fra l'XI e il XIV secolo. Rimangono templi grandi e piccoli costruiti durante questa era come esempi dello stile architettonico Hoysala, compresi il Tempio di Chennakesava a Belur, il Tempio di Hoysaleswara ad Halebidu e il Tempio di Kesava a Somanathapura. Altri esempi della raffinata maestria Hoysala sono i templi a Belavadi, Amrithapura e Nuggehalli. Lo studio dello stile architettonico Hoysala ha rivelato una trascurabile inflienza indoaria, mentre l'impatto dello stile indiano è più distinto. Una caratteristica dell'architettura dei templi Hoysala è la sua attenzione al dettaglio e la sua abile maestria. I templi di Belur e Halebidu sono siti proposti come Patrimonio dell'umanità dell'UNESCO. Circa 100 templi Hoysala sopravvivono oggi.

## Influenza islamica ed Era moghul (1526 d.C.-1857 d.C.)

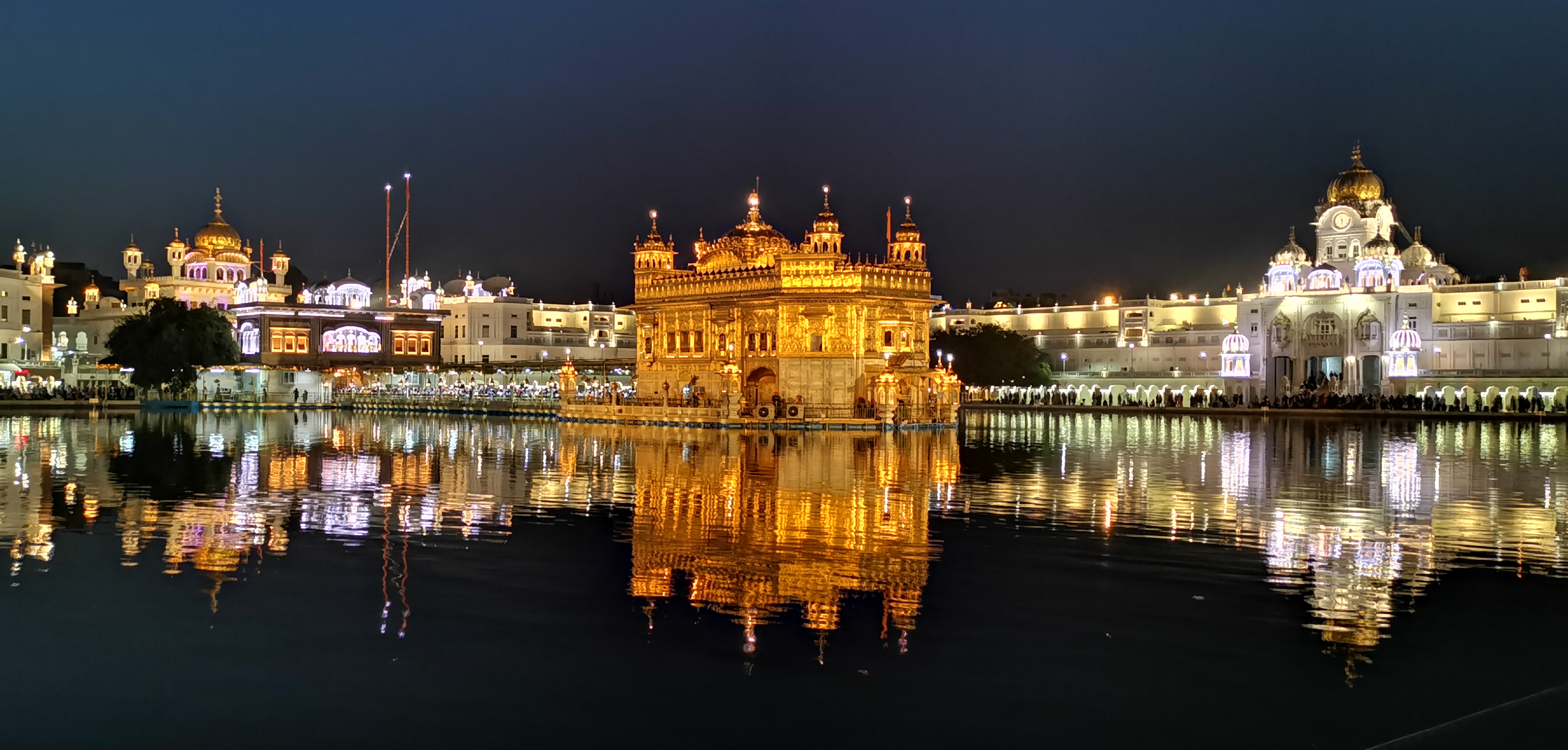
Nell'agosto 1604 fiu completata la costruzione dell'Harmandir Sahib o Tempio d'Oro, il santuario più sacro della religione sikh.

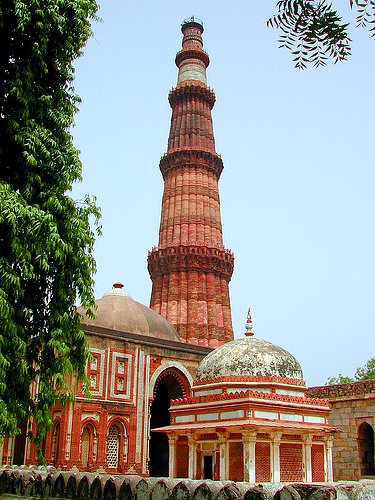
Qutb Minar, un importante esempio di architettura islamica in India.

Le tombe moghul di arenaria e di marmo mostrano l'influenza persiana. Il Forte rosso ad Agra (1565-74) e la città cinta da mura di Fatehpur Sikri (1569-74) sono tra le realizzazioni architettoniche di quest'epoca, come il Taj Mahal, costruito come tomba per la regina Mumtaz Mahal da Shah Jahan (1628-58). L'impiego della doppia cupola, del passaggio ad arco incassato, del marmo bianco e dei parchi e la contemporanea insistenza sulla simmetria e sui dettagli sono le caratteristiche visibili dell'architettura durante il regno di Shah Jahan. Sulle pareti degli edifici erano descritti versi coranici. Tuttavia, la raffigurazione di qualsiasi essere umano — una parte essenziale della tradizione pre-islamica dell'India — era proibita sotto l'Islam. L'architettura durante il Periodo moghul ha realizzato un'eccellente mescolanza dello stile indiano con quello iraniano.
Alcuni studiosi sostengono che il contatto culturale con l'Europa sotto Manuele I del Portogallo (regno: 25 ottobre 1495-13 dicembre 1521) ebbe come risultato uno scambio di influenze architettoniche. Esistono pochissime prove letterarie per confermare l'influenza indiana, ma alcuni studiosi hanno nondimeno suggerito una possibile relazione sulla base della prossimità degli stili architettonici.

## Era coloniale (1500 d.C-1947 d.C.)

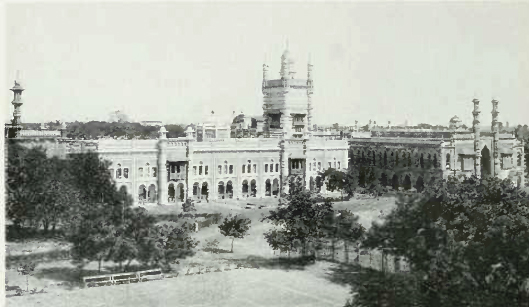
Il Palazzo di Chepauk a Chennai, un tempo la residenza del Nawab di Arcot.

Sotto il dominio coloniale, l'architettura divenne un emblema del potere, volta a sostenere il protettore di turno. Numerosi forestieri invasero l'India e crearono stili architettonici che riflettevano le loro patrie ancestrali e adottive. I colonizzatori europei crearono un'architettura che simboleggiava la loro missione di conquista, dedicata allo stato o alla religione.
I Britannici, i Francesi, gli Olandesi e i Portoghesi furono le principali potenze che colonizzarono l'India.

### Era coloniale britannica: dal 1615 al 1947
L'arrivo britannico nel 1615 rovesciò l'impero moghul. La Gran Bretagna regnò in India per oltre trecento anni e la sua eredità ancora resta attraverso gli edifici e le infrastrutture che popolano le sue ex colonie.
Le principali città colonizzate durante questo periodo furono Madras, Calcutta, Bombay, Delhi, Agra, Bankipore, Karachi, Nagpur, Bhopal e Hyderabad.
La St. Andrews Kirk (Chiesa di S. Andrea) a Madras è rinomata per la sua bellezza coloniale. L'edificio è di forma circolare ed è affiancato da due sezioni rettangolari, una delle quali è il portico d'ingresso. Ai lati di quest'ultimo vi sono dodici colonnati, due leoni britannici e il motto della Compagnia delle Indie Orientali inciso su di esse. All'interno contiene sedici colonne e la cupola è dipinta di blu e decorata con stelle dorate.
Il pezzo forte di Madras era Forte St. George, un edificio quadrato cinto di mura adiacente alla spiaggia. Intorno al forte vi erano l'insediamento britannico di 'White Town ("Città Bianca") e l'area indiana di Black Town ("Città Nera"), in seguito chiamata Georgetown.
Black Town veniva così descritta nel 1855: "Le strade minori, occupate dai nativi, sono numerose, irregolari e di varie dimensioni. Molte di esse sono estremamente strette e mal ventilate... una piazza vuota, le stanze che si aprono in un cortile al centro."
Le case con giardino erano usate originariamente come case per il fine settimana per uso ricreativo dalle classi superiori britanniche. Nondimeno, la casa con giardino divenne ideale come residenza a tempo pieno, finché nel XIX secolo i Britannici abbandonarono il forte.
Anche Calcutta, come Madras, era delimitata dall'acqua e caratterizzata dalla divisione tra gli Indiani a nord e i Britannici a sud. Una donna inglese notava nel 1750: "Le rive del fiume sono, come si potrebbe dire, assolutamente punteggiate di eleganti dimore, chiamate qui come a Madras, case con giardino." La strada della passeggiata è di fronte al forte con i palazzi allineati.
I villaggi indiani in queste aree consistevano di case di argilla e paglia, più tardi trasformate in una metropoli di mattoni e pietra.
Il Victoria Memorial (Monumento a Vittoria) a Calcutta è il più efficace simbolo dell'impero britannico, costruito come monumento in omaggio al regno della regina Vittoria. La pianta dell'edificio comsiste di un'unica grande parte centrale coperta con una cupola più grande. Colonnati separano le due camere. Ogni angolo contiene una cupola più piccola ed è pavimentata con un plinto di marmo. Il monumento poggia su 26 ettari di giardino circondato da piscine riflettenti.

### Francesi: dal 1673 al 1954
I Francesi colonizzarono un villaggio di pescatori (Pondicherry) nel Tamil Nadu e lo trasformarono in una fiorente città portuale. La città fu costruita sul modello a scacchiera francese e presenta settori ben delimitati e strade perpendicolari; è divisa in due settori, il quartiere francese (Ville Blanche, "Città Bianca") e il quartiere indiano (Ville Noire, "Città Nera"). Le ville in stile francese erano progettate con lunghi recinti e imponenti mura, case allineate con verande, grandi porte e inferriate alla francese. Infrastrutture come le banche, la stazione di polizia e il Porto Internazionale di Pondicherry mantengono ancora oggi l'impronta francese.
Per preservare Pondicherry fu formata un'organizzazione chiamata INTACH. Di conseguenza, per poter modificare o distruggere qualsiasi architettura originale francese occorre il permesso dell'INTACH.
I Francesi espansero il loro impero colonizzando città costiere, Yanam nell'Andhra Pradesh, Karaikal nel Tamil Nadu e Mahe nel Kerala che mostrano un'atmosfera francese di città tranquille intorno alle spiagge. Sulla segnaletica stradale rimane ancora l'ortografia francese.

### Olandesi: dal 1605 al 1825
Gli Olandesi entrarono in India essenzialmente con interessi commerciali all'inizio del XVII secolo. Durante i loro 200 anni in India, colonizzarono Surat, Bharuch, Venrula, Ahmedabad, la Costa di Malabar, Kochi e Sadras.
Surat: una fabbrica olandese risalente agli anni 1630.

Bharuch: il posto commerciale della Compagnia olandese delle Indie Orientali aveva un cimitero olandese.

Venrula: fu costruito un magazzino per 3.000 fiorini da Leendart Janszoons e un castello per la protezione degli Olandesi.

Ahmedabad: il cimitero olandese giace sulla riva del lago di Kankaria. Contiene una mescolanza di tombe in stile indiano ed europeo, con tombe a cupola, piramidi, lapidi murarie e semplici.

Costa di Malabar e Kochi:
- Palazzo Olandese (Palazzo Mattancherry): il palazzo fu costruito originariamente dai Portoghesi e cadde nelle mani degli Olandesi quando i Portoghesi persero il controllo di Kochi.
- Cimitero olandese: il cimitero corre parallelo alla spiaggia ed è il più antico cimitero europeo in India. Contiene 104 tombe che narrano visivamente l'influenza olandese nell'architettura durante l'era coloniale. Il cimitero è custodito da pesanti mura e il pilastro all'entrata ancora porta l'iscrizione calligrafica originale "1724".
- David Hall: residenza del famoso comandante olandese e governatore di Kochi, Adriaan van Reed lot Drakestein, fu costruito nel 1695. La sala è stata restaurata come centro culturale e caffè d'arte per artisti giovani, visivi e dello spettacolo.
- Bungalow dei bastioni: l'edificio di stile olandese vicino alla spiaggia di Fort Kochi fu costruito per proteggere il porto.
- Thakur House: gli Olandesi costruirono come circolo questo bungalow che domina il mare.

Sadras: a 17 km (11 mi) dai templi scavati nella roccia di Mamallapuram vi è un altro insediamento olandese.

Pullicat: il lago di Pullicat, 55 km a nord di Madras, ha un milione di anni ed è la seconda laguna più grande dell'India. Fu il più importante posto commerciale degli Olandesi. Costruirono due cimiteri. Uno fu rovinato per negligenza e all'entrata è fiancheggiato da pilastri di pietra, avendo 76 tombe. Immagini di scheletri sono incise sulle lapidi, a simboleggiare la vita e la morte.

### Portoghesi: dal 1498 al 1961
I Portoghesi arrivarono come mercanti nel 1498 ed erano guidati più da uno zelo missionario carrolico che dal desiderio di conquistare potere in India. I Portoghesi ottennero una base di appoggio a Goa e governarono per 400 anni.
La predominanza portoghese a Goa resta ancora evidente. Lo spirito missionario dei colonizzatori costruì molte magnifiche cattedrali, chiese, basiliche e seminari. Ne è un importante esempio la Basilica di Bom Jesus ("Buon Gesù"), nella Vecchia Goa, ex capitale durante il dominio portoghese. La chiesa in stile rinascimentale su tre piani fu costruita in intonaco e laterite nel 1605; essa custodisce le spoglie mortali di San Francesco Saverio. L'interno è costruito in uno stile a mosaici corinzi e adornato con legno e foglia dorata. I muri abbracciano antiche pitture di santi mentre il pavimento è coperto di puro marmo bianco.
Le case portoghesi - cattoliche fronteggiavano la strada con grandi finestre ornamentali di tipo unico, che si aprivano su verande. Colori vividi erano dipinti sulle case costruendo un'identità distinta, che consentiva ai marinai di riconoscere le loro case dal mare. I porticati e le verande coperti erano progettati per la socializzazione contrariamente all'edilizia abitativa di stile indù. Le porte d'ingresso erano affiancate da colonne e le ringhiere erano popolari come abbellimento.
L'interno delle case goano-portoghesi consistevano di elaborati modelli creati con tegole importate dall'Europa e un falso soffitto installato di legno. I muri sono dipinti con colori brillanti che fanno da contrasto ai mobili color terra.
I muri erano fatti di fango o pietra di laterite e colorati con tinte vegetali e naturali. I pilastri dei cancelli e i muri recintati erano richiesti ricchi di dettagli.
L'architettura indiana continuò a fiorire assorbendo influenze dalle colonie e combinandole con le forme tradizionali per dar vita ad uno stile originale ed elaborato.

## Repubblica dell'India (1947 d.C.-oggi)
Dalla conquista dell'indipendenza e ancora in tempi recenti, l'India ha conosciuto un forte movimento migratorio della popolazione dalle aree rurali ai centri urbani dell'industria, che ha portato alla crescita dei prezzi degli immobili in varie città indiane. L'edilizia urbana in India bilancia le limitazioni dello spazio e mira a servire i bisogni della classe operaia. La crescente consapevolezza dell'ecologia ha influenzato l'architettura indiana dei tempi moderni.
Un elemento caratteristico dell'architettura dell'India è il cortile. Klaus-Peter Gast riflette sul significato dei cortili in India:
L'attenzione agli aspetti climatici è da tempo una caratteristica dell'architettura indiana, ma recentemente ha perso di significato. L'architettura indiana riflette le sue diverse sensibilità socio-culturali che variano da regione a regione. Certe aree sono ritenute tradizionalmente appartenenti alle donne. I villaggi in India hanno caratteristiche come cortili, logge, terrazze e balconi. Calicò, cinz e palampore sono tessuti di origine indiana, che sono stati assimilati nella progettazione di interni in tutto il mondo. I roshandan, che sono lucernari con ventilatori, sono un elemento comune nelle case indiane, specialmente nell'India settentrionale.

## Galleria d'immagini

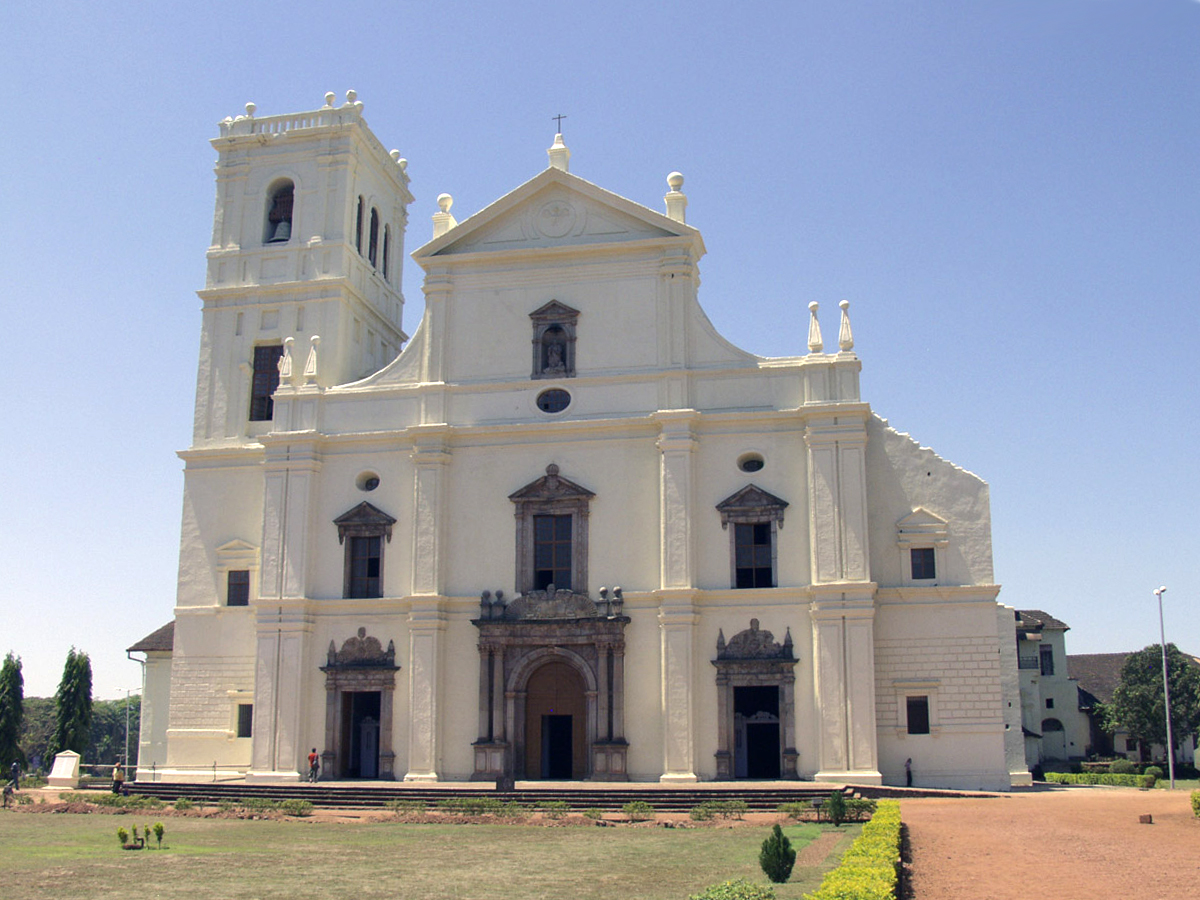
La cattedrale di Santa Caterina — ubicata nella Vecchia Goa — è una cattedrale dedicata a Caterina d'Alessandria.
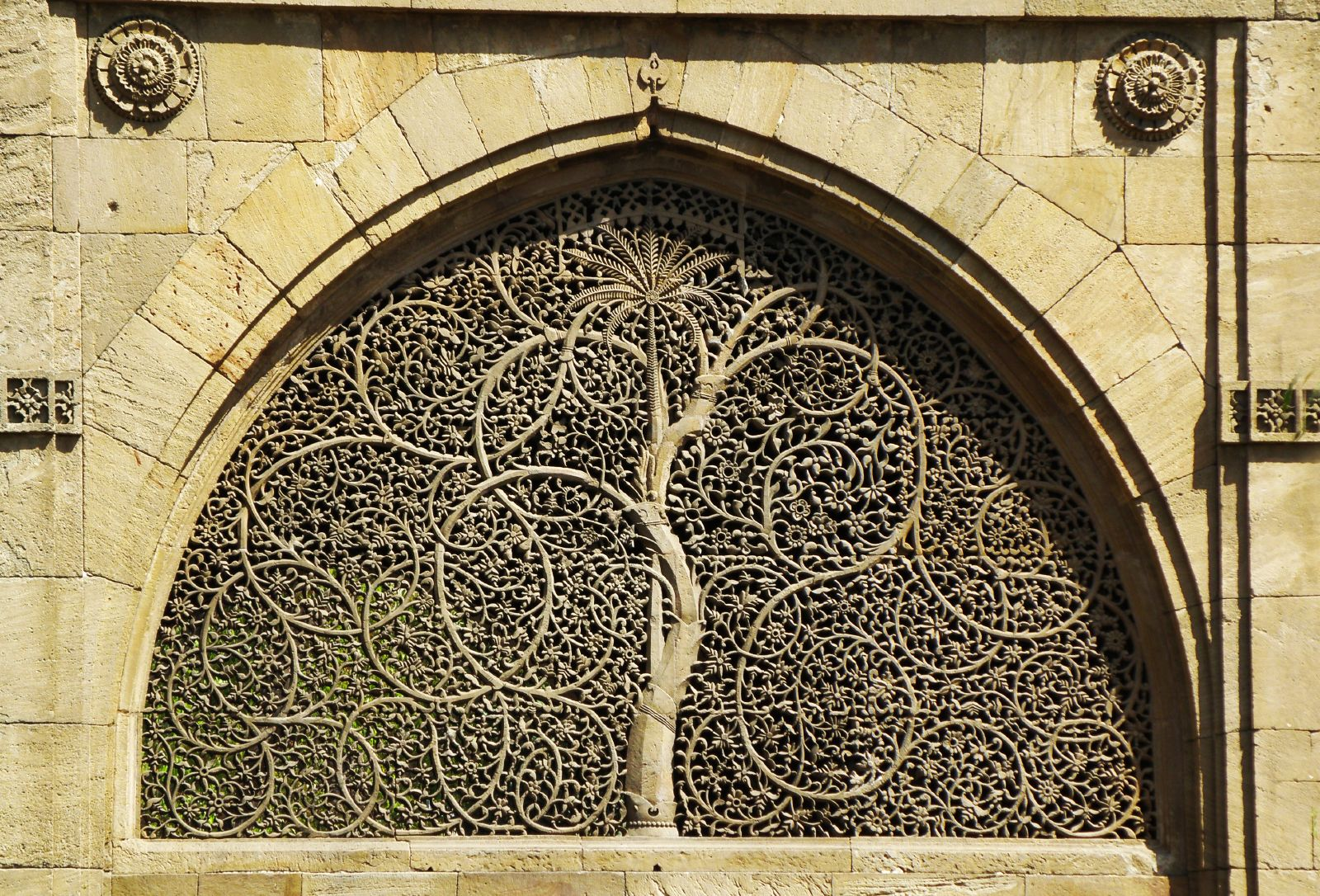
Il famoso jali della moschea Sidi Saiyyed del XVI secolo costruito da Ahmed Shah di Gujarat, ad Ahmedabad.
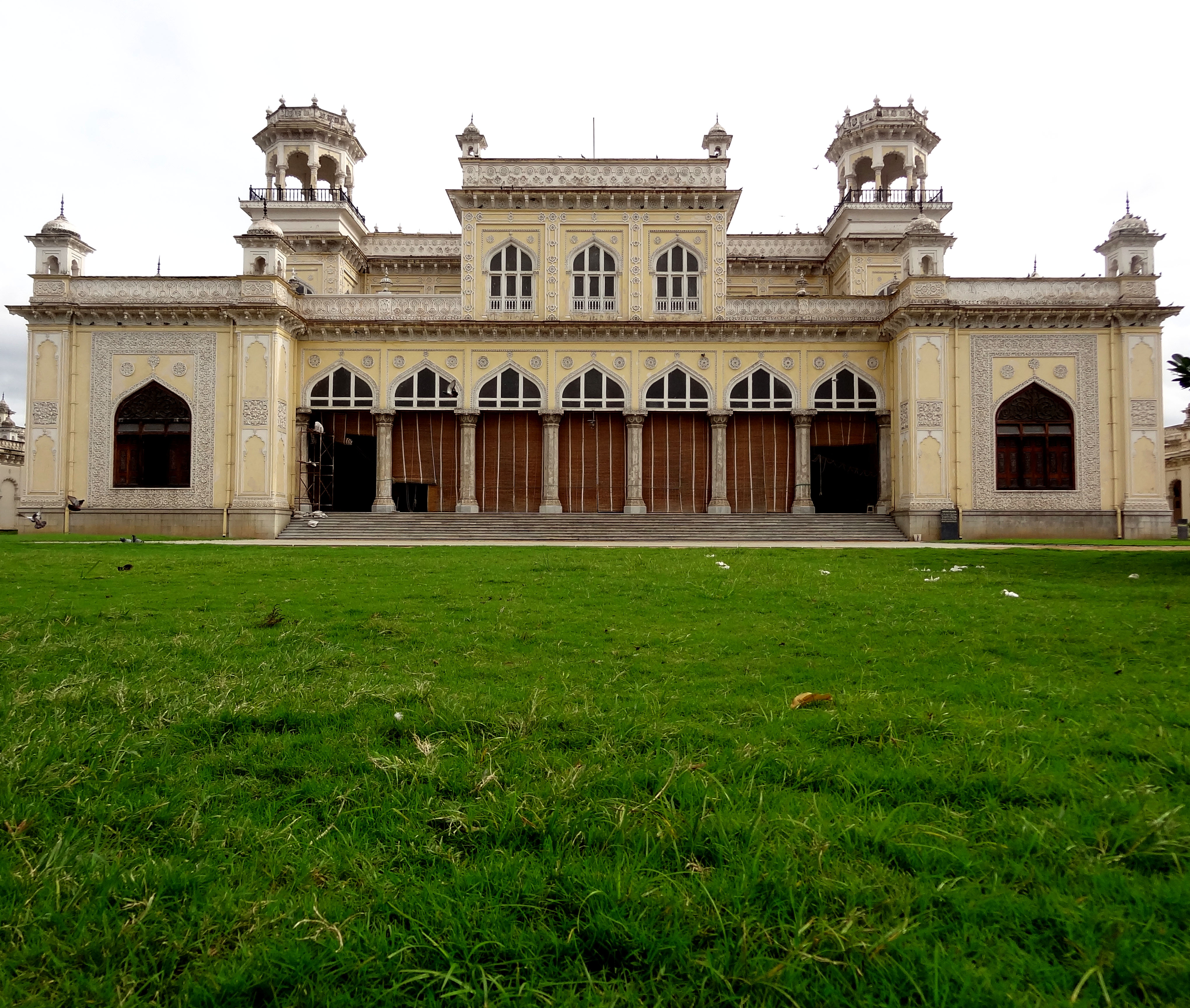
Il palazzo Chowmahalla ad Hyderabad.
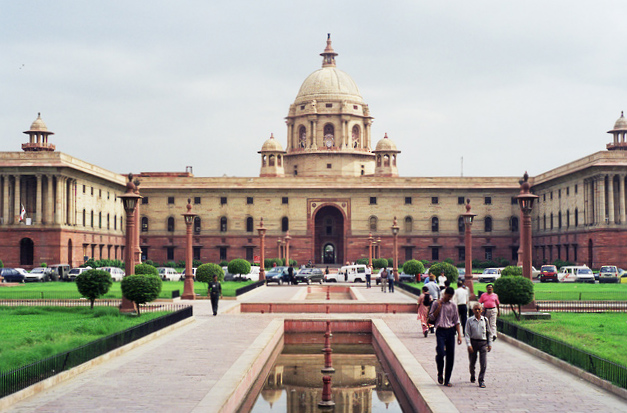
Il North Block a Nuova Delhi ospita gli uffici chiave del governo, costruiti insieme al quartiere di Lutyens' Delhi.
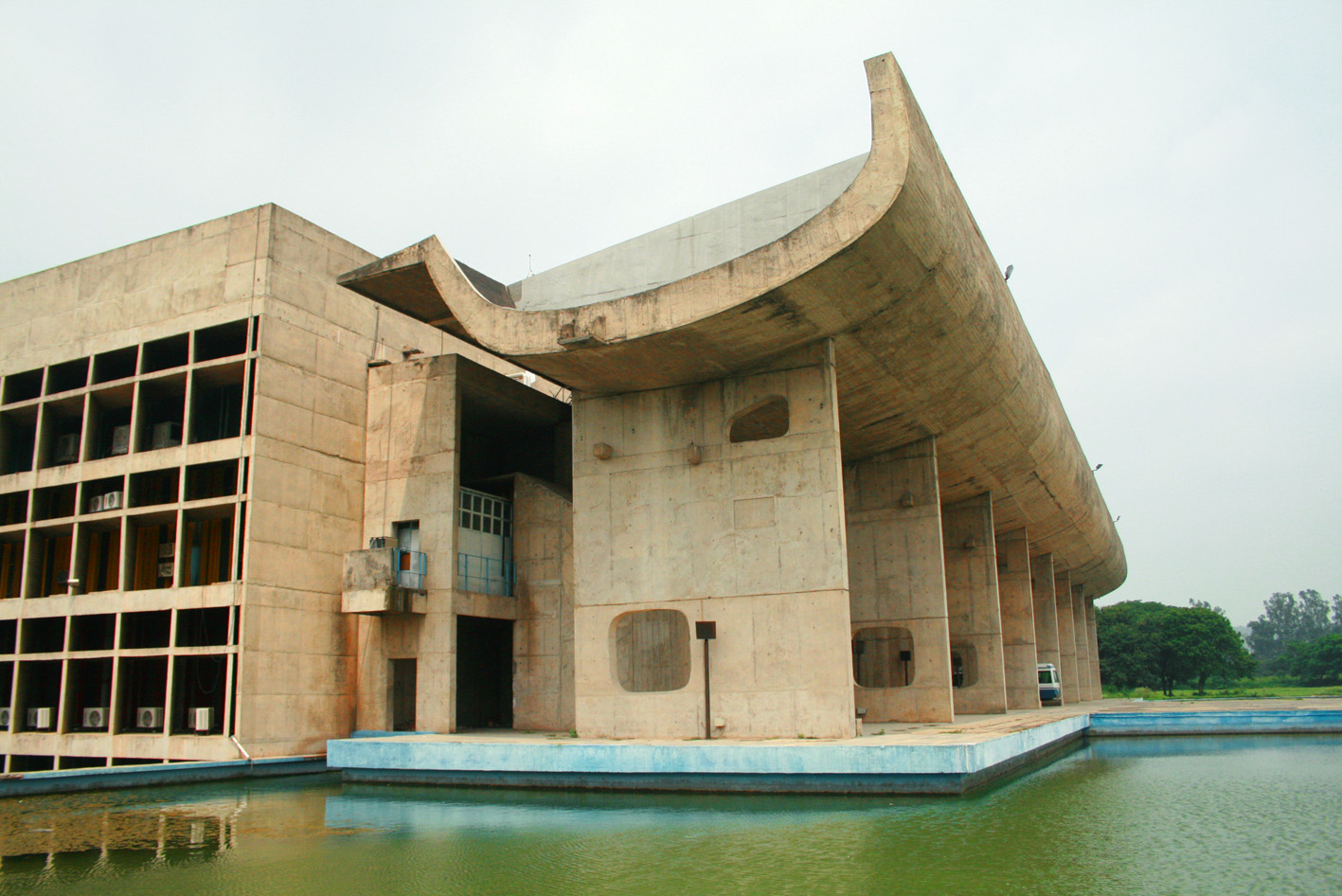
Il segretariato di Chandigarh progettato da Le Corbusier.
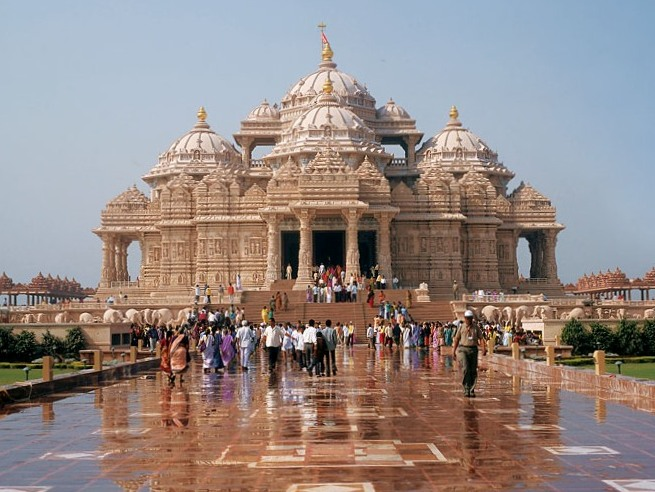
Il tempio di Akshardham a Delhi, completato nel 2005 e uno dei più grandi templi induisti del mondo.
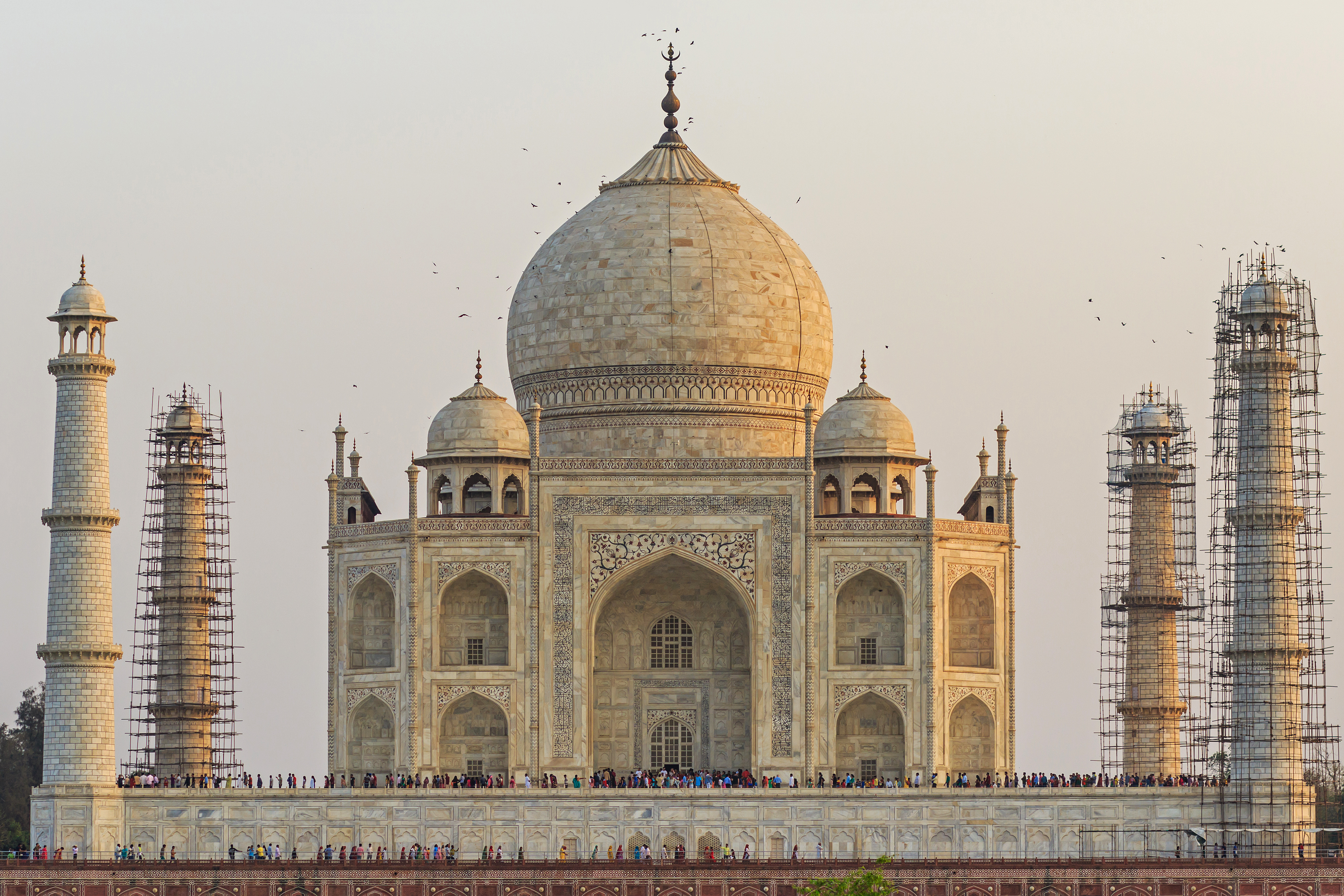
Il Taj Mahal ad Agra, probabilmente il più grande esempio di architettura islamica in India.
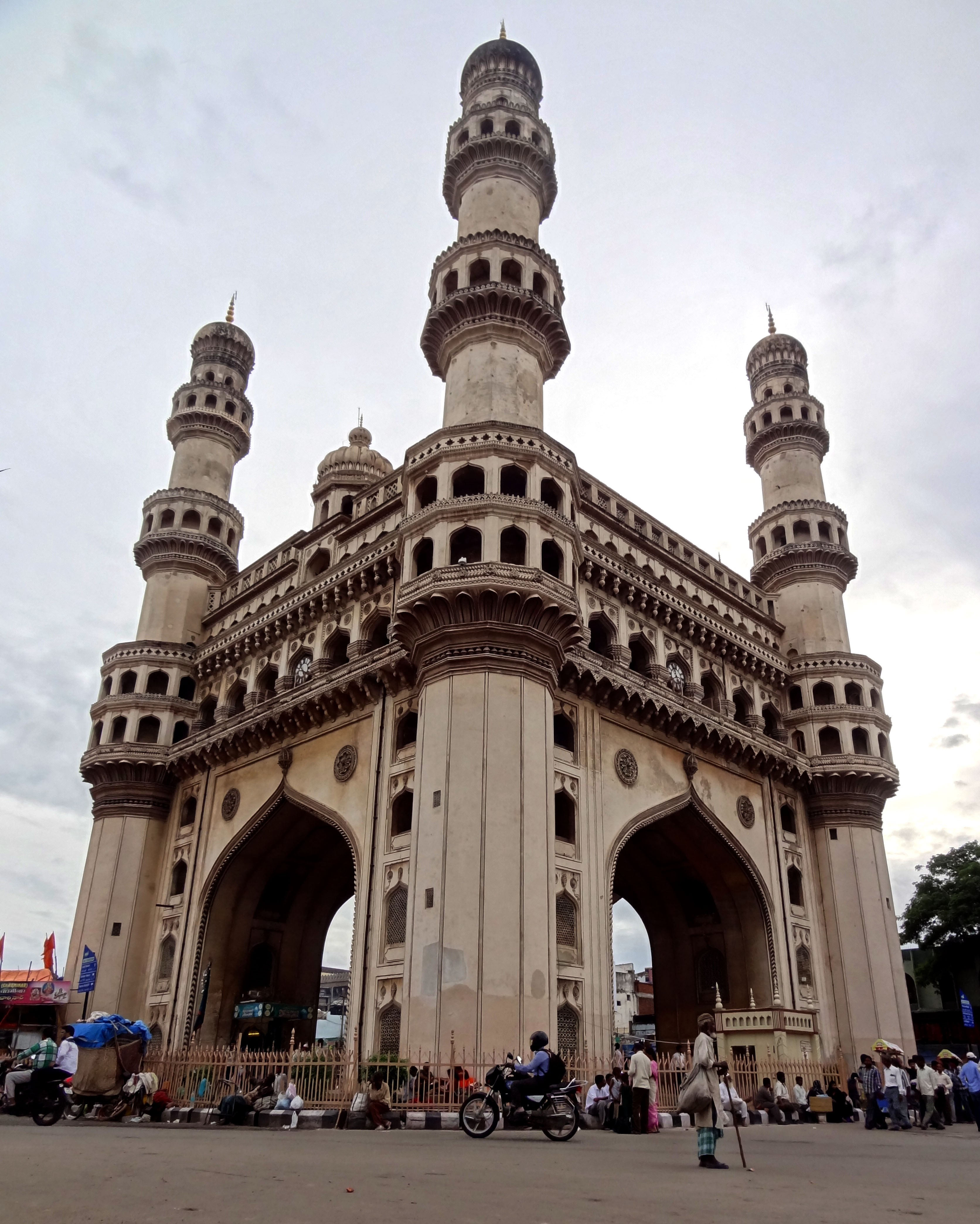
Charminar nella Città Vecchia a Hyderabad.
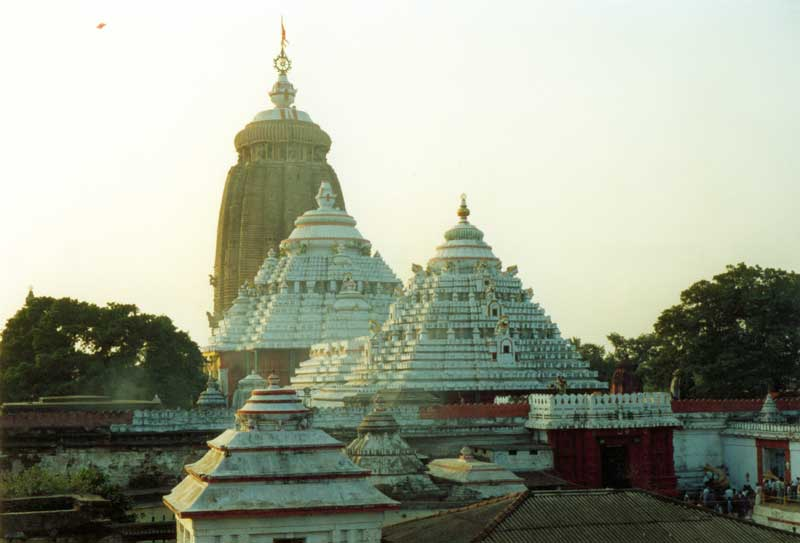
Il tempio di Jagannath, uno dei quattro luoghi più sacri (Char Dhams) dell'Induismo,[55] a Puri (Orissa), nello stile dell'architettura Kalinga.